# Formicivora
Formicivora  es un género de aves paseriformes de la familia Thamnophilidae, que agrupa a especies nativas de América del Sur, donde se distribuyen desde la costa del Mar Caribe del norte del continente hasta el sureste de Perú y sureste de Brasil, aunque una población aislada de la especie F. intermedia también puede encontrarse en Panamá. Sus miembros son conocidos por el nombre común de hormigueritos.

## Etimología
El nombre genérico femenino «Formicivora» se compone de las palabras del latín «formica» que significa ‘hormiga’ y «vorare» que significa ‘devorar’.

## Características
Los hormigueritos de este género son aves pequeñas, midiendo entre 11,5 y 13,5 cm de longitud; atractivas, de colas bastante largas encontrados en ambientes semiabiertos y bordes de bosques. Es inusual que los machos sean más oscuros por abajo que por arriba, y en la mayoría de las especies ostentando una distintiva franja blanca desde la ceja hacia abajo en los flancos.

## Lista de especies
Según las clasificaciones del Congreso Ornitológico Internacional (IOC), Clements Checklist/eBird este género está compuesto de las siguientes especies, con el respectivo nombre popular de acuerdo con la Sociedad Española de Ornitología (SEO):
| Imagen | Nombre científico                   | Notas                                              | Autor                                                          | Nombre común                   | Estado de conservación | Distribución |
| ------ | ----------------------------------- | -------------------------------------------------- | -------------------------------------------------------------- | ------------------------------ | ---------------------- | ------------ |
|        | Formicivora iheringi                | [ nota 1 ] [ 11 ] [ 12 ]                           | Hellmayr, 1909                                                 | hormiguerito picofino          | NT                     |              |
|        | Formicivora erythronotos            |                                                    | Hartlaub, 1852                                                 | hormiguerito encapuchado       | EN                     |              |
|        | Formicivora grisea                  |                                                    | (Boddaert, 1783)                                               | hormiguerito coicorita         | LC                     |              |
|        | Formicivora intermedia              | [ nota 2 ] [ 9 ] [ 5 ] [ 11 ] [ 13 ] [ 14 ] [ 15 ] | Cabanis, 1847                                                  | hormiguerito coicorita norteño | LC                     |              |
|        | Formicivora serrana                 |                                                    | (Hellmayr, 1929)                                               | hormiguero serrano             | NT                     |              |
|        | Formicivora serrana littoralis      | [ nota 3 ] [ 9 ] [ 5 ] [ 16 ] [ 17 ]               | Gonzaga & Pacheco, 1990                                        | hormiguerito litoral           | NE                     |              |
|        | Formicivora melanogaster            |                                                    | Pelzeln, 1868                                                  | hormiguerito ventrinegro       | LC                     |              |
|        | Formicivora rufa                    |                                                    | (Wied-Neuwied, 1831)                                           | hormiguerito dorsirrufo        | LC                     |              |
|        | Formicivora grantsaui               | [ nota 4 ] [ 18 ] [ 19 ]                           | Gonzaga, Carvalhaes & Buzzetti, 2007                           | hormiguerito de Sincorá        | EN                     |              |
|        | Formicivora acutirostris            | [ nota 5 ] [ 11 ] [ 12 ] [ 21 ] [ 4 ] [ 22 ]       | (Bornschein, Reinert & Teixeira, 1995)                         | hormiguerito de Paraná         | NT                     |              |
|        | Formicivora acutirostris paludicola | [ nota 6 ] [ 23 ] [ 24 ] [ 5 ] [ 9 ]               | Buzzetti, Belmonte-Lopes, Reinert, Silveira & Bornschein, 2013 | hormiguerito paulista          | CR                     |              |